# Anni Lippert
Anni Lippert (født 10. april 1928, død 30. maj 2024) var en dansk tegner, hvis produktion hovedsagelig omfattede erotiske emner.
Anni Lippert var datter af tegneren Aage Lippert (1894-1969).
Anni Lippert leverede blandt andet tegninger til årshæftet Hudibras og ugebladet Se og Hør samt tegnede plakater, julekort og kravlenisseark. I 1996 tegnede hun årets plakat for Bakken.
I perioden 1962 – 1965 boede Lippert i Paris, og solgte tegninger til franske blade og aviser. Playboy var interesseret i hendes tegninger - hvis hun ville lave dem lidt frækkere, men det blev ikke til noget for det ville Anni Lippert ikke. I 1967 udgav Stig Vendelkærs forlag hendes bog Erotik i streg.    